# Virginia Heinlein
Virginia "Ginny" Heinlein, nata Virginia Doris Gerstenfeld (Brooklyn, 22 aprile 1916 – Florida, 18 gennaio 2003), è stata una chimica, biochimica e ingegnere aeronautico statunitense; terza moglie di Robert Anson Heinlein, autore di fantascienza tra i più influenti del suo tempo.
Aveva i capelli rossi ed ha ispirato molte delle energiche e talentuose donne dai capelli rossi presenti nelle storie del marito.

## Biografia
Nata da George e Jeanne Gerstenfeld, Virginia è cresciuta a Brooklyn; aveva un fratello, Leon. Ha incontrato Robert quando entrambi lavoravano presso la Naval Air Experimental Station di Filadelfia; lei era tenente delle WAVES nella U.S. Navy durante la seconda guerra mondiale.
Nel 1946, per proseguire i suoi studi, si trasferì a Los Angeles dove Heinlein si era già stabilito dopo la guerra. Si sposarono il 21 ottobre 1948 a Raton, in Nuovo Messico e poco dopo si trasferirono in Colorado. Nel 1965, poiché la sua salute risentiva negativamente della quota, la coppia si trasferì a Bonny Doon, in California.
Dopo la morte di Robert nel 1988, si trasferì dalla California in Florida.
È stata la curatrice di Grumbles from the Grave, una raccolta di lettere e scritti del marito pubblicata nel 1989. In quanto vedova dell'autore ha autorizzato la pubblicazione di Tramp Royale e di edizioni più ampie di opere precedenti: Straniero in terra straniera, Il terrore dalla sesta luna e Il pianeta rosso.
Ha fondato una società letteraria in nome del marito, la Heinlein Society.